# Maud Kaptheijns

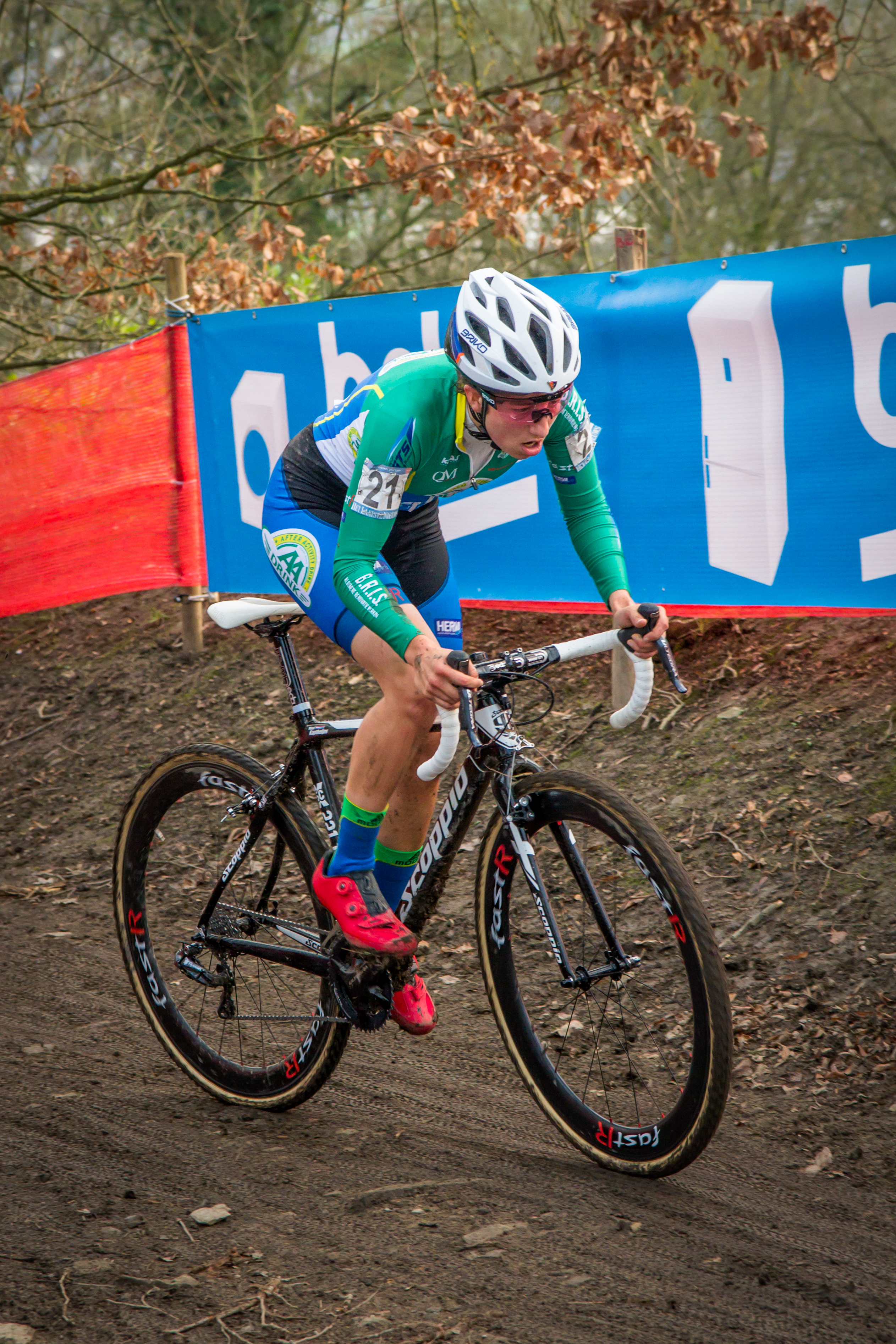
Kaptheijns en 2015.

Maud Kaptheijns, née le 28 septembre 1994 à Veldhoven est une coureuse cycliste néerlandaise, spécialisée dans le cyclo-cross. 

## Biographie
Maud Kaptheijns participe occasionnellement à des courses de cyclo-cross au niveau international dans sa jeunesse, mais ne participe à une saison complète qu'au cours de ses années chez les espoirs (moins de 23 ans). Lors de la saison 2015-2016, elle remporte le titre de championne d'Europe de cyclo-cross espoirs après la disqualification de Femke Van den Driessche qui avait utilisée un moteur dans son vélo. Elle est ensuite médaillée de bronze au championnat du monde de cyclo-cross espoirs. Le 4 février 2017, elle décroche son premier succès chez les élites lors du Krawatencross de Lille, qui compte comme la dernière manche de l'IJsboerke Ladies Trophy.
En octobre 2017, Kaptheijns impressionne avec une série de victoires, dont les quatre premières manches du Superprestige et la manche de  Coupe du monde à Coxyde. Sa séquence de victoires se termine après une chute. Elle n'a ensuite plus jamais retrouvé ce niveau malgré d'autres bons résultats. En 2019, elle doit faire une pause en raison d'un surentraînement. L'année suivante, elle subit une opération pour un rétrécissement de l'artère fémorale et perd ainsi contact avec l'élite mondiale. En 2023, elle se retrouve sans équipe et travaille depuis lors pour une entreprise du secteur métallurgique,. 
Au cours de sa carrière, Kaptheijns a couru pour les équipes Steylaerts (2016), Crelan-Charles (2017-2019), Pauwels Sauzen-Vastgoedservice (2019-2021) et Deschacht-Hens-Maes (2021-2023). Aux championnats des Pays-Bas, elle monte sur le podium à trois reprises au cours de sa carrière. 

## Vie privée
Le 14 septembre 2016, Kaptheijns annonce être en couple avec sa compatriote cycliste Laura Verdonschot. 

## Palmarès en cyclo-cross
- 2015-2016
  -  Championne d'Europe de cyclo-cross espoirs
  -  Médaillée de bronze du championnat du monde de cyclo-cross espoirs
  - 3e du championnat des Pays-Bas de cyclo-cross
- 2016-2017
  - IJsboerke Ladies Trophy #8, Krawatencross-Lille
- 2017-2018
  - Coupe du monde de cyclo-cross #3, Coxyde
  - Superprestige #1, Gieten
  - Superprestige #2, Zonhoven
  - Superprestige #3, Boom
  - Superprestige #4, Ruddervoorde
  - De Grote Prijs van Brabant, Bois-le-Duc
  - 2e du championnat des Pays-Bas de cyclo-cross
  - 5e du championnat d'Europe de cyclo-cross
  - 9e de la Coupe du monde
- 2018-2019
  - Brico Cross Essen, Essen
  - 3e du championnat des Pays-Bas de cyclo-cross
- 2019-2020
  - Ethias Cross Eeklo, Eeklo
  - Nacht van Woerden, Woerden
  - 4e du championnat d'Europe de cyclo-cross
- 2021-2022
  - Brumath Cross Days, Brumath
  - Internationale GP Destil Oisterwijk, Oisterwijk